# Ernst Heinrich Weber
Ernst Heinrich Weber (Wittenberg, 1795. június 24. – Lipcse, 1878. január 26.) német orvos, őt tartják a kísérleti pszichológia megalapítójának.

## Életútja
Weber a wittenbergi egyetem orvosi karán tanult. 1818-ban, a lipcsei egyetemen az összehasonlító anatómia docensévé habilitálták, és 1821-ben ugyanitt az anatómia és a pszichológia ösztöndíjas professzora lett.
Az 1840-es években Weber felfedezte, hogy a stimulus magnitúdójában bekövetkezett változás (mint például kicsiny súlyoknak a kezünkben tartása) „éppen észrevehető különbsége” (just-noticable difference – jnd) a stimulus magnitúdójával arányos (pl. 5%), nem pedig egy abszolút érték (pl. 5 gramm). Gustav Fechner az 1850-es években újból elővette ezt az összefüggést, és Weber arányos jnd-it integrálva felfedezte a fizikai és a pszichológiai (vagy érzékelt) magnitúdó közötti logaritmikus kapcsolatot. E törvényszerűség (melyet Fechner Weber-törvénynek nevezett, de ennek ellenére általában Fechner-törvényként vagy Weber-Fechner törvényként él a köztudatban) képezte az alapját a Fechner által létrehozott új tudományágnak, a pszichofizikának.
Weber anatómiai eredményei is ismertek, különösképpen az emlősök hím egyedeiben meglévő csökevényes méh felfedezése, de igazi hírnevét az érzékszerveink megismerésében folytatott úttörő tevékenységének köszönheti. A füllel és a bőrérzékeléssel – nyomásérzékelés, hőérzékelés, ill. amit akkoriban „térérzékelésnek” neveztek – kapcsolatos munkái adták meg a kezdő lökést a kísérleti mozgalom pszichológiába való beemelésének. Az a rendkívül fontos általánosítás, ami esetenként az ő nevét viseli, a pszichofizika első igazán megalapozott általánosításának tekinthető.
Weber fiziológiaprofesszorként 1866-ban, anatómiaprofesszorként pedig 1871-ben vonult vissza. Nagyjából ebben az időszakban fedezték fel testvérével, Eduard Friedrich Weberrel közösen a bolygóideg gátlóerejét.

## Főbb művei
- Anatomia comparata nervi sympathici (1817)
- De aure et auditu hominis et animalium (1820)
- Tractatus de motu iridis (1821)
- Wellenlehre (1825)

## Testvéreivel közösen kiadott munkái
- Zusätze zur Lehre vom Bau und von der Verrichtung der Geschlechtsorgane (1846)
- Die Lehre vom Tastsinn und Gemeingefühl (1851)
- Annotationes anatomicae et physiologicae (1851)

## Kötete a magyarországi nemzeti katalógusban
- Tastsinn und Gemeingefühl / von Ernst Heinrich Weber ; hrsg. von Ewald Hering. Leipzig : Engelmann, 1905. IV, 156 p., [1] t. (Ostwald's Klassiker der Exakten Wissenschaften ; Nr. 149.)

## A Weber-készülék
A Weber-készülék egy olyan anatómiai struktúra, amely az Ostariophysi öregrendjébe tartozó halfajok úszóhólyagját köti össze hallórendszerükkel. Maga a szerkezet apró csontok sokaságából áll, amelyek az embrióállapot során leghamarabb kifejlődő néhány csigolyából erednek. Később ezek a csontok kapcsolják össze fizikailag a hallórendszert – egészen pontosan a belsőfület – az úszóhólyaggal.

### Szerkezeti anatómia
A teljes szerkezet az első négy csigolya szkeletális elemeiből eredeztethető. Az idetartozó elemek: a koponya szupraneurális csontjai; módosított neurális archus csontok, egészen pontosan a páros claustra és a scaphia; az intercalarium és a laterális nyúlványok; a tripus; az os suspensorium a negyedik csigolyából; az ötödik csigolya parapophysise, ill. maga a csigolya, plusz a csigolya megfelelő pleurális bordája. Mindez kiegészül azzal a szerkezettel, ami a Weber-készülék dorzális részének összefutó idegkötegeiből áll. A szerkezet együttesen elölről a koponya hallócsontocskáival, hátulról pedig a pleurális bordán keresztül az úszóhólyaggal érintkezik.

### Működés
A Weber-készülék működése során auditoriális jeleket továbbít a gázhólyagból a Weber-csontocskákon át egyenesen a belsőfül labirintus-szerkezetébe. A szerkezet alapvetően olyan hanghullámok felerősítésére szolgál, amelyeket a belsőfül önmagában aligha lenne képes érzékelni. Az úszóhólyag járulékos rezgőkamra-funkciója révén ezek a jelek érzékelhető szintre erősödnek fel.

### Evolúciós történet
A Weber-készülék első feljegyzett előfordulása a kora krétakori Santanichthys diasii hal fosszíliájában volt, amit Északkelet-Brazíliában fedeztek fel. A fent említett nem egyedében a Weber-készülék meglehetősen fejlett, van egy jól elkülöníthető intercalarium és tripus, amelyek sorrendben a második és a harmadik csigolyával ízesülnek. A harmadik csigolya neurális archusa már kiszélesült, csaknem a modern Ostariophysi öregrendbeliekéhez hasonlít. A claustrum viszont érzékelhetően hiányzik.

### Etimológia
A Weber-készülék Ernst Heinrich Weber (1795-1878) német anatómusról és fiziológusról kapta a nevét. Történetileg a készüléket elsőként Weber írta le részletesen. Mindössze 4 csontot azonosított, ezek pedig egészen pontosan a claustrum, a scaphium, az intercalarium és a tripus voltak. E 4 csontról együttesen azt feltételezte, hogy részt vesznek az auditoriális működésben. A hidrosztatikai szabályozást tartotta a készülék valószínűsíthető funkciójának.

## A Weber-teszt
A Weber-teszt a hallás egyik gyors szűrőtesztje. Az unilaterális (egyoldali) konduktív hallászavart és az unilaterális szenzorineurális hallászavart képes kimutatni. A teszt is Ernst Heinrich Weberről (1795-1878) kapta a nevét. A szűrőteszt hitelességét mára már megkérdőjelezték.

### Végrehajtás
A Weber-teszt során egy vibráló hangvillát (256 vagy 512 Hz) helyeznek a páciens homlokának, állának, ill. fejének közepére, a fülektől egyenlő távolságra. A páciensnek be kell számolnia arról, hogy melyik fülében hallja a hangot hangosabban. Egészséges páciens esetén mindkét fülben ugyanolyan hangosan hallható a hang, vagyis nem lép fel lateralizáció. Azonban egy szimmetrikus hallászavarban szenvedő páciens is ezt az eredményt produkálja, így csak aszimmetrikus hallászavar esetén beszélhetünk diagnosztikai érvényességről. A lateralizáció azzal jár, hogy a páciens az egyik fülével hangosabban hall.

### A konduktív hallászavar kimutatása
Egy unilaterális konduktív hallászavarral rendelkező páciens a hangvillát a sérült fülében hallja hangosabban. Ennek az az oka, hogy a vezetési probléma mintegy „eltakarja” a szoba környezeti zaját, míg a megfelelően működő belsőfül a koponya csontjain keresztül érzékeli a hangot, amit ezáltal hangosabbnak fogunk fel, mint az egészséges fülben. Egy másik elmélet azonban a Tonndorf által 1966-ban leírt okklúziós hatáson alapszik. Az alacsonyabb frekvenciájú hangok (pl. amit az 512 Hz-es villa vált ki), amelyek a csonton keresztül jutnak el a fülcsatornába, elhagyják a fülcsatornát. Okklúzió esetén azonban a hang nem képes elhagyni a fülcsatornát, és így hangosabbnak tűnik a konduktív hallászavarral rendelkező fülben.

### A szenzorineurális hallászavar kimutatása
Egy unilaterális szenzorineurális hallászavarral rendelkező páciens az egészséges fülében hallja hangosabbnak a villa hangját, mert a sérült fül kevésbé hatékonyan érzékeli a hangot még akkor is, ha az közvetlen vezetés útján kerül a belsőfülbe.

### Hiányosság
Ez a teszt azokban az esetekben bizonyul kifejezetten hasznosnak, amikor a hallás másként alakul a két fülben. Nem tudja bizonyítani a normál hallást, mert nem képes a hangérzékenység kvantitatív mérésére. A mindkét fület egyenlő mértékben érintő hallászavarok (mint pl. a Presbycusis), nyilván normál teszteredményt mutatnak.

### Addicionális Rinne-teszt
Noha a formális hallásvizsgálatot nem pótolhatja, gyors szűrőtesztek esetén a Weber-tesztet kiegészíthetjük a Rinne-teszttel.
A Rinne-teszt unilaterális hallászavar esetén használatos, és segítségével meghatározható, hogy melyik fülben jobb a csontok vezetése. A páciens által érzékelt hallászavarral kombinálva eldönthető, hogy szenzorineurális vagy konduktív ok áll a háttérben.
Például, ha a Rinne-teszt alapján mindkét fülben magasabb értéket mutat a csontok vezetése (bone conduction – BC), mint a levegőé (air conduction – AC), és a Weber-teszt lateralizál valamely fülre, akkor szenzorineurális hallászavar áll fenn a másik (gyengébb) fülben. Konduktív hallászavarra utal a gyengébb fülben, ha BC magasabb értéket mutat, mint AC és a Weber-teszt az adott oldalra lateralizál. Valószínűleg kombinált hallászavarral van dolgunk, amennyiben a Weber-teszt az erősebb fülre és csontra lateralizál.
|                         | Weber lateralizáció nélkül | Weber balra lateralizál                                                          | Weber jobbra lateralizál                                                        |
| ----------------------- | -------------------------- | -------------------------------------------------------------------------------- | ------------------------------------------------------------------------------- |
| Rinne mindkét fül AC>BC | Normál                     | szenzorineurális hallászavar jobb oldalon                                        | szenzorineurális hallászavar a bal oldalon                                      |
| Rinne bal BC>AC         |                            | konduktív hallászavar bal oldalon                                                | kombinált hallászavar : konduktív és szenzorineurális hallászavar a bal oldalon |
| Rinne jobb BC>AC        |                            | kombinált hallászavar : konduktív és szenzorineurális hallászavar a jobb oldalon | konduktív hallászavar a jobb oldalon                                            |